# Olé, rapazes pimpões
"Olé, rapazes pimpões" é uma canção de Natal tradicional portuguesa originária da Figueira da Foz.

## História

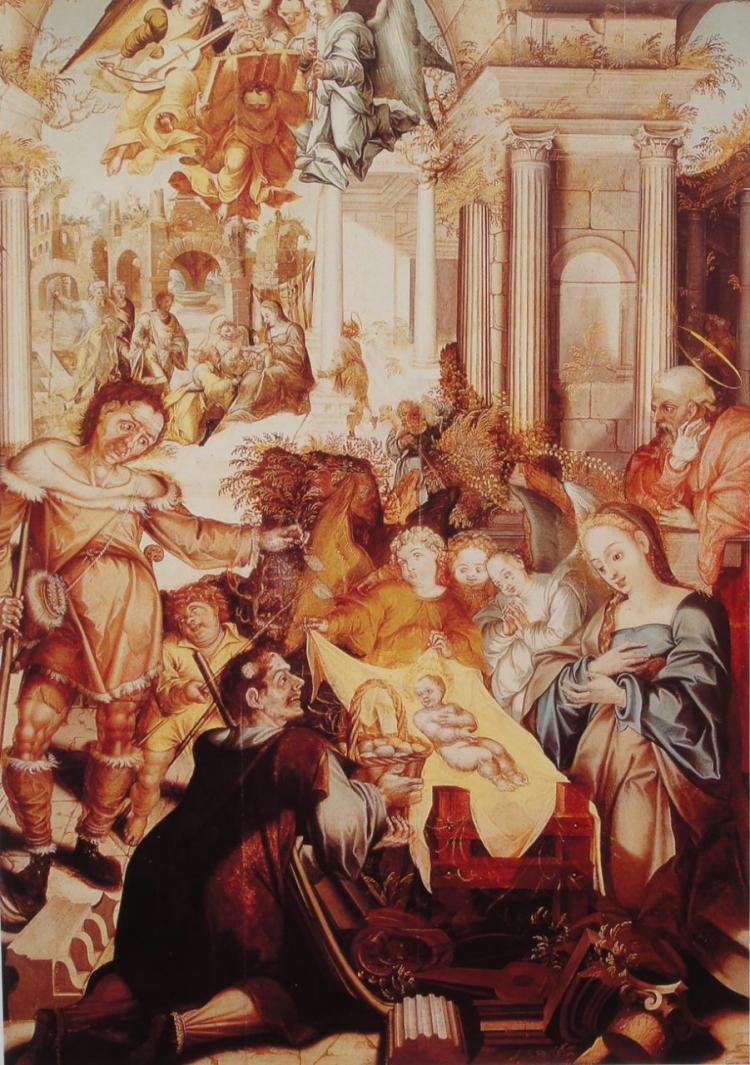
Francisco de Campos: Adoração dos Pastores (1550-1560) no Museu de Arte Sacra de Santiago do Cacém.

A composição em questão era parte integrante de autos pastoris tradicionais que se representavam na festa do Natal e Reis na Figueira da Foz e por outros locais da Beira Litoral.
Foi coligida por Pedro Fernandes Tomás que a publicou nas suas Velhas Canções e Romances Populares Portugueses em 1913. Partindo desta publicação, o compositor português Fernando Lopes-Graça harmonizou o tema que incluiu na sua Primeira Cantata do Natal, terminada em 1950.

## Letra
A letra apresenta uma discussão, ou mais precisamente uma desgarrada, entre um grupo de quatro pastores, que após receberem a notícia do nascimento de Jesus foram à lapa de Belém para adorar o Menino.

1.º pastor:

Olé, rapazes pimpões,

Cantemos à desgarrada

Para alegrar o Menino

Mais à sua mãe sagrada!

2.º pastor:

Mais à sua mãe sagrada

Acabastes de cantar;

Lembras-te bem, ó rapaz

Atrás não hei de ficar.

3.º pastor:

Atrás não hei de ficar

Não decerto a ninguém;

Faria triste figura

Junto à lapa de Belém.

4.º pastor:

Junto à lapa de Belém

Grande alegria tivemos

Vamos pròs nossos casais

Gabar-nos do que fizemos.

## Discografia
- 1956 — Cantos Tradicionais Portugueses da Natividade. Coro de Câmara da Academia de Amadores de Música. Radertz. Faixa 8.
- 1978 — Primeira Cantata do Natal. Grupo de Música Vocal Contemporânea. A Voz do Dono / Valentim de Carvalho. Faixa 8.
- 1994 — Lopes Graça. Grupo de Música Vocal Contemporânea. EMI / Valentim de Carvalho. Faixa 8.
- 2000 — 1ª Cantata do Natal Sobre Cantos Tradicionais Portugueses de Natividade. Coral Públia Hortênsia. Edição de autor. Faixa 8.
- 2012 — Fernando Lopes-Graça  - Obra Coral a capella - Volume II. Lisboa Cantat. Numérica. Faixa 11.
- 2013 — Fernando Lopes-Graça  - Primeira Cantata de Natal. Coro da Academia de Música de Viana do Castelo. Numérica. Faixa 8.[2]
- 2017 — Primeira Cantata de Natal: Fernando Lopes-Graça. Coral de Letras da Universidade do Porto. Tradisom. Faixa 8.